# NGC 5511
NGC 5511 (NGC 5511B) je spiralna galaktika u zviježđu Volaru. 

## Vanjske poveznice
- (engl.) SEDS: NGC 5511
- (engl.) Hartmut Frommert: Revidirani Novi opći katalog
- (engl.) Izvangalaktička baza podataka NASA-e i IPAC-a
- (engl.) Astronomska baza podataka SIMBAD
- (engl.) VizieR
- DSS-ova slika NGC 5511  Arhivirana inačica izvorne stranice od 3. listopada 2011. (Wayback Machine)
- (engl.) Auke Slotegraaf: NGC 5511 Deep Sky Observer's Companion
- (engl.) Courtney Seligman: Objekti Novog općeg kataloga: NGC 5500 - 5549